# Autoestrada da Morte
Autoestrada da Morte ou Rodovia da Morte é uma autoestrada de seis faixas que liga o Kuwait e o Iraque. Oficialmente, era chamada de Rodovia 80 ou Autoestrada 80. Sai de Cidade do Kuwait e atravessa as cidades fronteiriças de Abdali e Safwan, seguindo até Baçorá.
Durante a ofensiva das Nações Unidas ocorrida na Primeira Guerra do Golfo, militares iraquianos em retirada foram atacados na Rodovia 80 por aviões e forças em terra na noite de 26-27 de fevereiro de 1991. O ataque causou a destruição de milhares de veículos, muitos ainda com ocupantes. As cenas chocantes da rodovia devastada tornaram-se as imagens mais conhecidas dessa Guerra e foram citadas como fator determinante que levou o presidente americano George H. W. Bush a declarar uma trégua nas hostilidades até o dia seguinte. Muitos invasores iraquianos conseguiram de fato escapar atravessando o Rio Eufrates e a Inteligência americana estimou que entre 70 000 a 80 000 militares inimigos conseguiram chegar a Baçorá.
A autoestrada foi reparada ao final da década de 1990 e foi usada nos movimentos iniciais da Invasão do Iraque em 2003 pelas forças americanas e britânicas.

## Rodovias da Morte
Os ataques americanos contra as colunas iraquianas ocorreram na verdade em duas diferentes rodovias: entre 1 400-2 000 veículos foram abandonados na Rodovia principal ou Rodovia 80 ao norte de Al Jahra e entre 400-700 na menos conhecida rodovia até Baçorá, a principal fortaleza militar do sul do Iraque.

### Rodovia 80

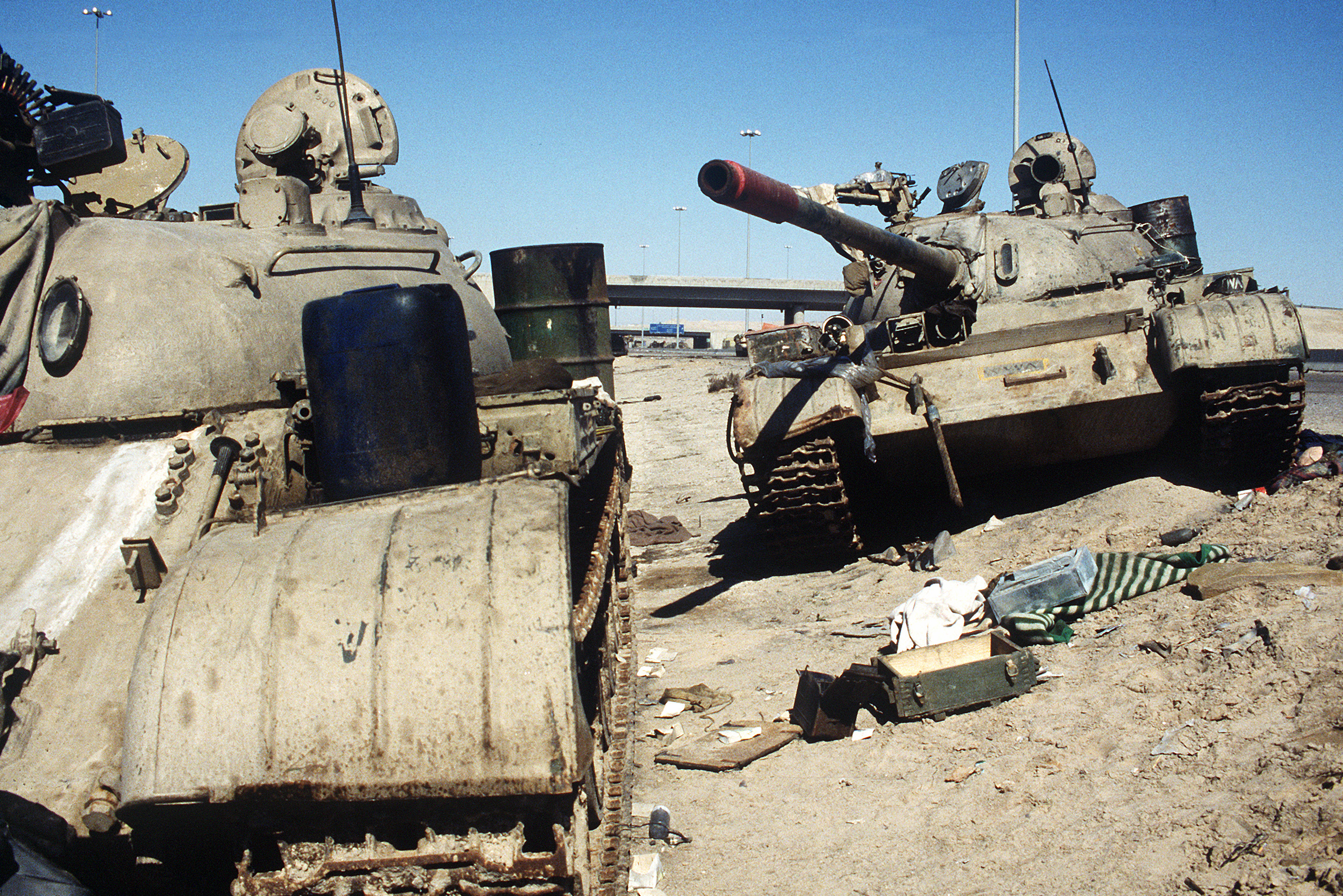
Dois tanques iraquianos abandonados próximos a Cidade do Kuwait, em 26 de fevereiro de 1991

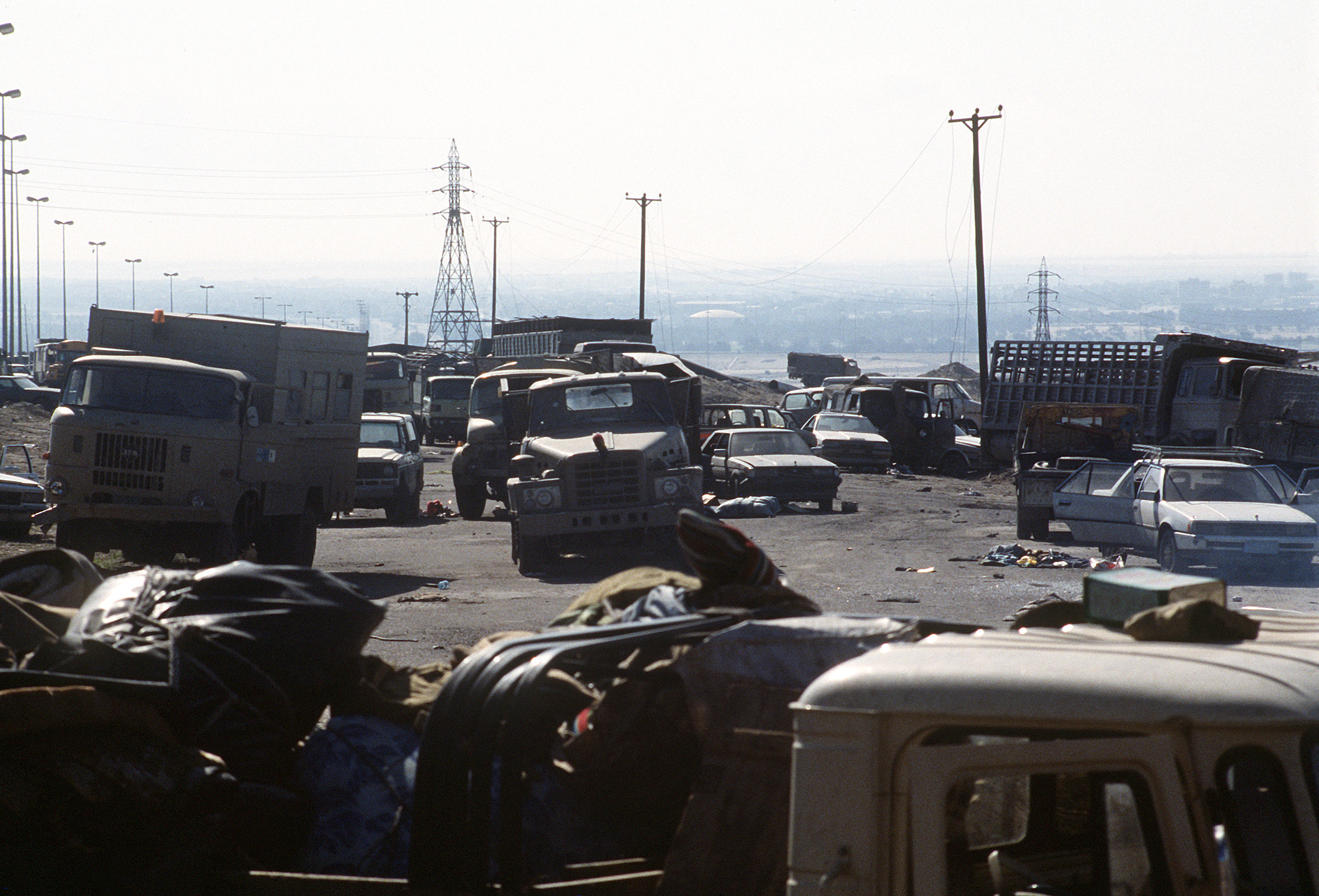
Vista da rodovia na saída da Cidade do Kuwait, em 28 de fevereiro de 1991

Nesta estrada os fuzileiros navais norte-americanos haviam colocado minas anti-tanque e depois bombardearam a retaguarda de uma grande coluna de veículos do Exército Regular Iraquiano, causando um enorme congestionamento e tornando os fugitivos alvos fáceis para os ataques aéreos. Ao término de dez horas, aviões dos Fuzileiros, Marinha e Força Aérea haviam atacado o comboio usando uma variedade de armas e explosivos. Alguns sobreviventes dos ataques aéreos depois tiveram que enfrentar forças em terra. Os veículos que conseguiram sair do congestionamento e continuaram a seguir pelo norte, foram constantemente alvejados um a um. Os destroços encontrados ao longo da rodovia consistiam em poucos veículos militares (cerca de 28 tanques e outros blindados). A maior parte era de veículos civis como automóveis e ônibus. Dentro dos mesmos havia muitos produtos de saques no Kuwait.
O número total de mortos pelos ataques é desconhecido e permanecem controvérsias sobre isso. Algumas estimativas independentes chegaram a 10 000 ou dezenas de milhares de baixas, mas isso é altamente improvável. De acordo com levantamentos de 2003 do Projeto para Pesquisa de Defesas Alternativas, provavelmente entre 7 500-10 000 pessoas formavam a principal caravana mas após o início dos ataques, acredita-se que a maior parte abandonou os veículos em pânico e escapou pelo deserto ou pântanos circundantes (450-500 caíram prisioneiros). A estimativa mais baixa do número de mortos no ataque, em torno de 200 a 300, foi noticiada pelo jornalista Michael Kelly, mas o mais plausível é que o número mínimo de mortos nesse ataque tenha ficado entre 500-600.

### Rodovia 8

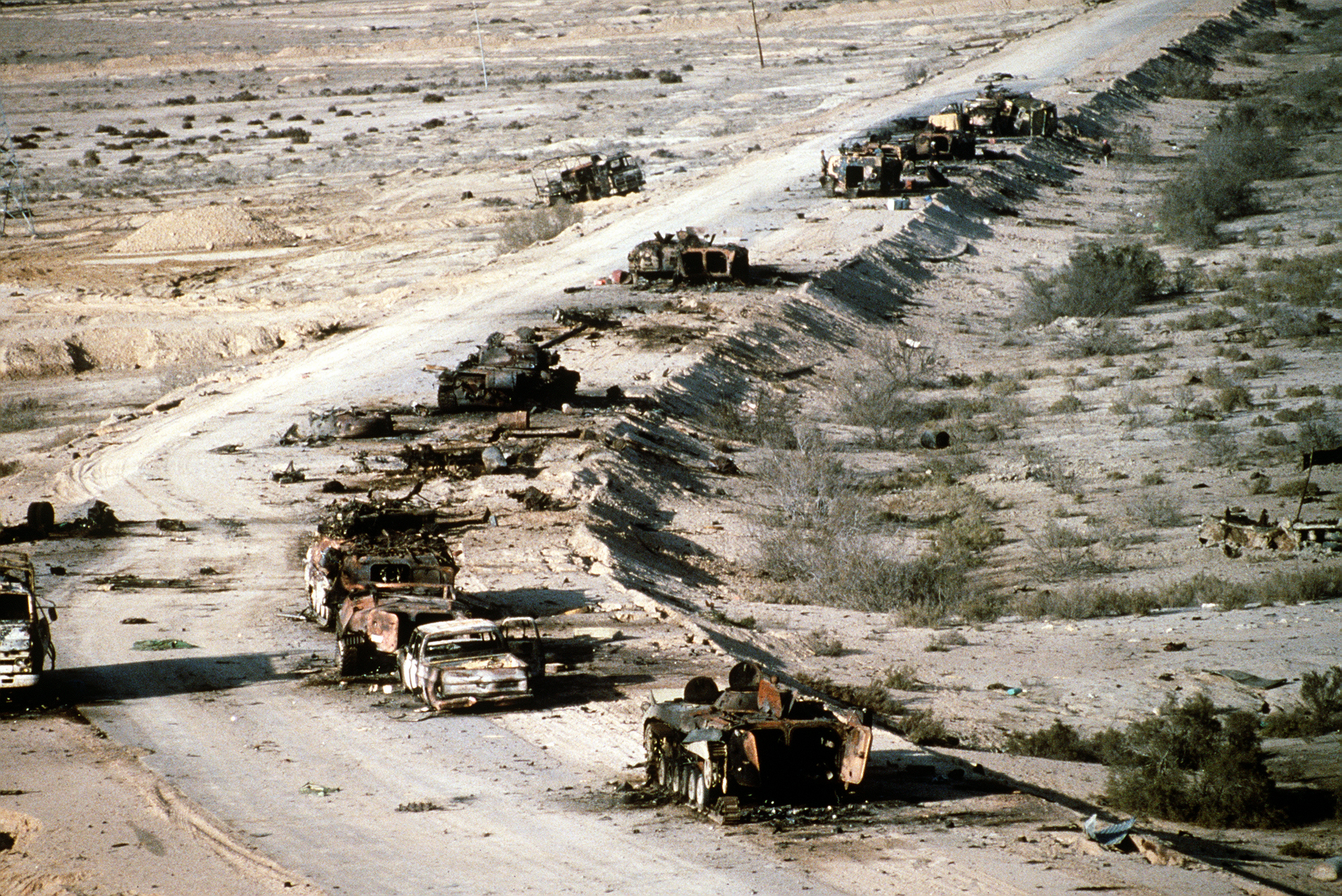
Vista aérea dos destroços de tanques e caminhões blindados iraquianos na Rodovia 8, em 8 de março de 1991

Na Rodovia 8 indo para o leste, as forças iraquianas tinham se concentrado tentando se organizarem para a luta ou simplesmente fugirem. Ali estava a elite da Primeira Divisão Blindada da Guarda Republicana do Iraque (Divisão Hamurabi), que deveria se espalhar por uma grande área para lutar contra pequenos grupos de americanos em terra, oriundos do Nono Batalhão de Artilharia e um batalhão de helicópteros AH-64 Apache comandados pelo general Barry McCaffrey. Centenas de veículos iraquianos, a maioria militar, foram sistematicamente destruídos em pequenos confrontos ao longo de 80 km, tanto na pista como em pontos de travessia do deserto.
Esse confronto, conhecido pela Imprensa e público apenas duas semanas depois, ainda permanece obscuro e a maioria das imagens de devastação, atribuídas ao bombardeio da Rodovia 80, na verdade são da Rodovia 8. O Projeto para Pesquisa de Defesas Alternativas estimou o número de mortos entre 300 a 400 ou mais, o que elevou o número total nas duas rodovias para 800 a 1 000 mortos. Uma grande coluna remanescente da Divisão Hamurabi e que tentava recuar para Bagdá, também foi combatida e destruída poucos dias depois (2 de março), já dentro do território iraquiano, pelas forças do general McCaffrey, numa controversa ação pós-guerra conhecida como Batalha de Rumaila.

## Controvérsias

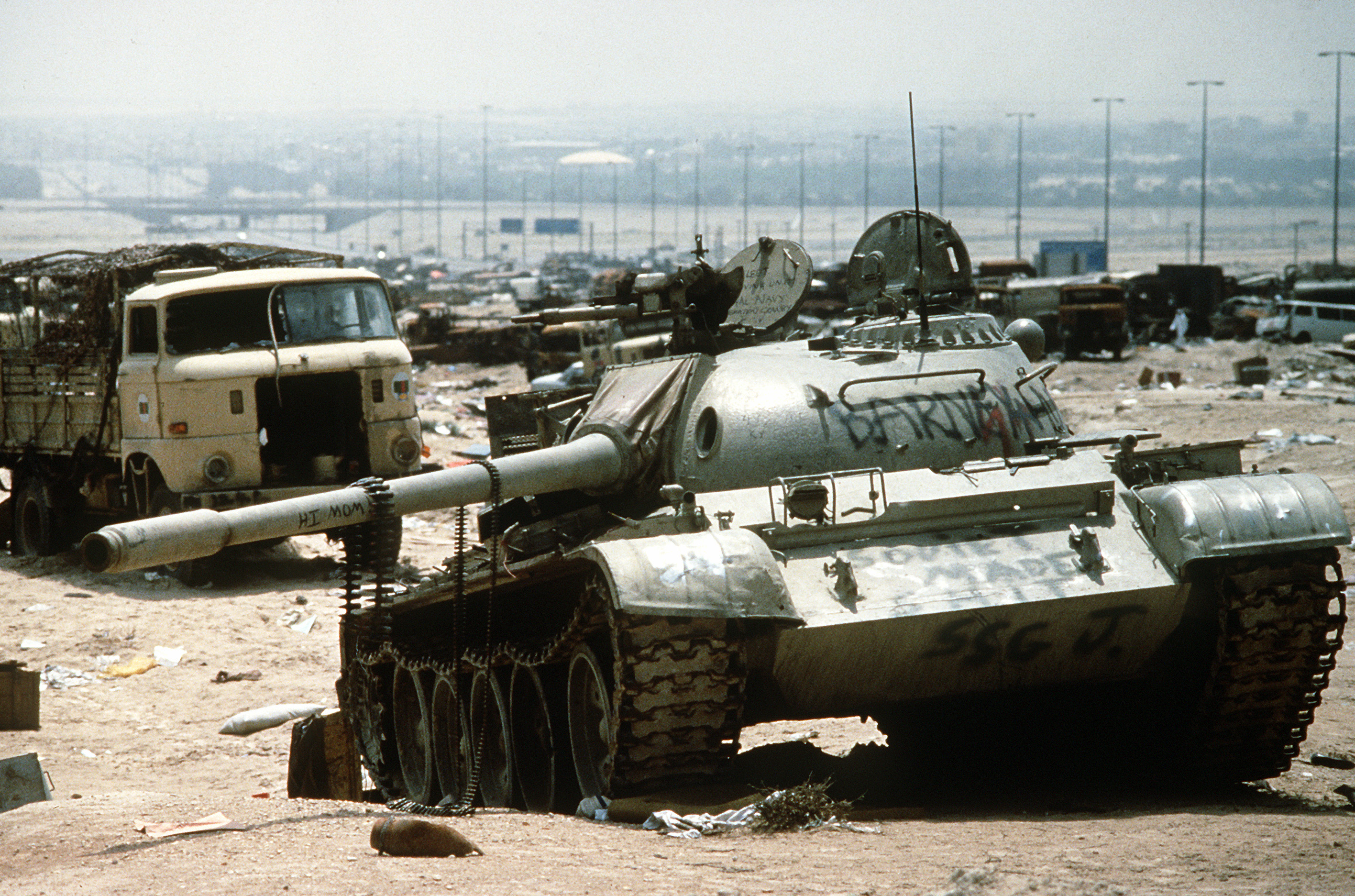
Um tanque iraquiano T-55, com grafites das tropas da Coalizão, entre outros destroços da rodovia da Cidade do Kuwait e Baçorá em abril de 1991

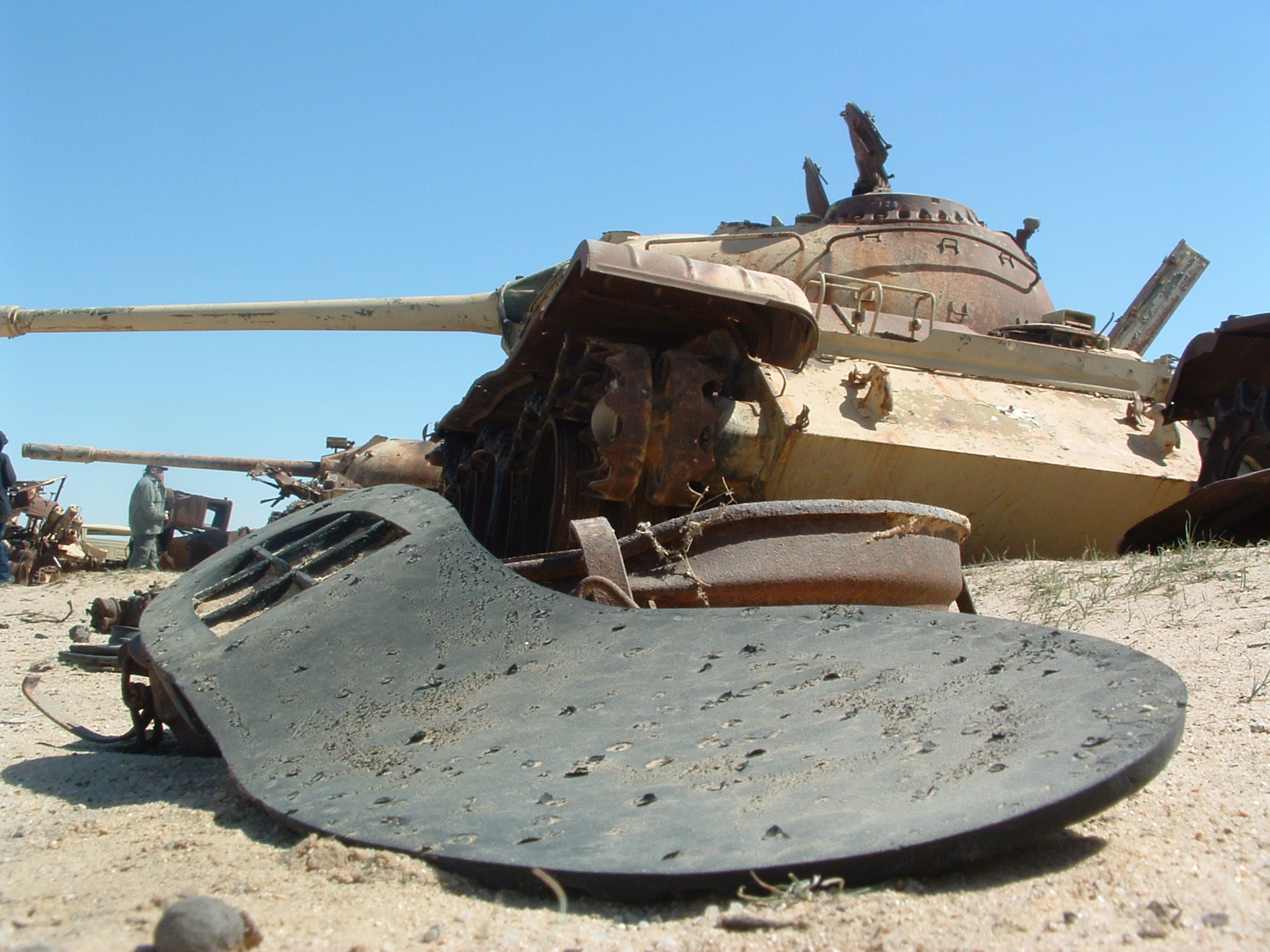
Uma sola de sapato perto de um tanque na Rodovia da Morte, em fevereiro de 2003

A ofensiva da Coalizão na Rodovia 80 é questionada e ponto de controvérsia, com alguns observadores afirmando que as forças foram desproporcionais e que os iraquianos se retiravam do Kuwait (em atenção tardia a Resolução 660 do Conselho de Segurança das Nações Unidas de 2 de agosto de 1990), além do que as colunas traziam kwaitianos capturados (aparentemente para serem usados como reféns) bem como civis refugiados que incluíam mulheres e crianças (a maioria de famílias pró-Iraque, militantes da Organização para Libertação da Palestina e colaboracionistas kwaitianos que tinham saído do país quando da Expulsão dos Palestinos do Kuwait no início de março). O procurador geral americano Ramsey Clark alegou que os ataques violaram a Terceira Convenção de Genebra, que determinou a ilegalidade de assassínios de soldados que não estão em combate. A lei internacional determina expressamente que forças militares em retirada são alvos na guerra para evitar que se reagrupem e contra-ataquem (apenas militares que se rendem são protegidos pela Convenções da Haia (1899 e 1907)). Ainda foi denunciado que os veículos de combate americanos abriram fogo contra um grupo de mais de 350 soldados iraquianos desarmados que tinham se rendido a um posto avançado após escaparem do ataque na Rodovia 8, em 27 de fevereiro; essas afirmações foram publicadas por Seymour Hersh.
O general Norman Schwarzkopf Jr. comentou em 1995:
| “ | A primeira razão do porquê foi bombardeada a rodovia que saía do norte do Kuwait é que havia muitos equipamentos militares em deslocação por ali, e eu tinha ordens de meus superiores para destruir o maior número de material bélico iraquiano que pudesse. A segunda razão é que aquelas pessoas não eram um bando de inocentes atravessando a fronteira para o Iraque. Eram estupradores, assassinos e criminosos que saquearam e pilharam o centro da Cidade do Kuwait e tentavam voltar para seu país antes de serem pegos. | ” |

De acordo com Colin Powell, chefe da junta de comandantes e futuro Secretário de Estado americano, as cenas da carnificina do tipo "galeria de tiro" foram a razão da interrupção das hostilidades da Guerra do Golfo após a Campanha da Liberação do Kuwait. Ele escreveu mais tarde em sua autobiografia My American Journey que "a cobertura televisiva começava a nos mostrar como açougueiros em um matadouro".
De acordo com o Instituto de Pesquisa de Política Estrangeira, contudo, "aparências eram enganosas":
| “ | Estudos de pós-guerra determinaram que a maioria dos destroços na rodovia de Baçorá foi de abandono pelos iraquianos antes de serem alvejados e que na verdade os próprios inimigos os incendiaram. Além disso, as pesquisas de opinião mostraram que o apoio dos americanos não diminuíra em função das imagens mostradas. | ” |

O fotojornalista Peter Turnley publicou imagens de enterros em massa. Turnley escreveu:
| “ | Eu voei de minha casa em Paris até Riad quando a guerra em terra começou e cheguei na rodovia da morte na manhã do cessar fogo. Outros poucos jornalistas tinham chegado para verem essa cena incrível, que mostrava a carnificina ocorrida. Nesse trecho da rodovia onde carros e caminhões com as rodas para cima girando e com os rádios ainda funcionando, os corpos se enfileiravam ao longo da estrada. Muitos perguntaram quantos haviam morrido na guerra contra o Iraque e isso nunca foi bem respondido. Naquela primeira manhã, eu vi e fotografei militares americanos enterrando muitos corpos em várias covas. Eu não assisti imagens na televisão sobre isso. E não me lembro de ter visto muitas fotos publicadas sobre essas mortes. | ” |

Revista Time concluiu:
| “ | Após a guerra, correspondentes tinham encontrado carros e caminhões com corpos carbonizados, mas também muitos veículos abandonados. Seus ocupantes tinham fugido a pé, e os aviões americanos não os alvejaram. Alguns civis kuwaitianos que tinham sido raptados pelos iraquianos em fuga provavelmente pereceram, o que torna a Rodovia da Morte uma verdadeira tragédia. O que prova uma vez mais que, apesar da "Era das Armas de Precisão", a guerra continua um Inferno; mesmo que algumas regras tenham se tornado mais civilizadas, a melhor coisa humana a se fazer é terminar com isso o mais rápido possível. | ” |

## Cultura popular
- Em 1991, o jornal britânico The Guardian encomendou ao poeta pacifista Tony Harrison uma obra sobre a guerra, em particular sobre a Rodovia da Morte.[11] O poema produzido, chamado A Cold Coming, começa com uma representação de uma fotografia gráfica tirada na Rodovia 8 pelo jornalista .
- Cenas de arquivo da destruição da Rodovia aparecem no vídeo da banda Iron Maiden para a canção "Afraid to Shoot Strangers" do álbum de 1992 Fear of the Dark.
- O filme de 2005 Jarhead, baseado em livro de 2003, apresenta cenas da Rodovia da Morte.
- O jogo eletrônico de 2010 Splinter Cell: Conviction, no flashback de uma missão, revela que Sam Fisher, o líder de uma equipe de quatro homens da Marinha, foi capturado enquanto patrulhava as operações da Rodovia da Morte, emboscado pelos iraquianos.
- No jogo eletrônico de 2019 Call of Duty: Modern Warfare, um ataque a militares e civis no país fictício de Urzikstan é inspirado nesse evento, também recebendo o nome de Rodovia da Morte. O jogo atribui o ataque à Rússia, o que gerou acusações de revisionismo histórico.[12][13]